# داني وينكلر
داني وينكلر (بالألمانية: Danny Winkler)‏ (16 أغسطس 1973 بمانهايم في ألمانيا - ) هو لاعب كرة قدم ألماني في مركز الهجوم. لعب مع شتوتغارت كيكرز وفالدهوف مانهايم ونادي بوخوم ونادي هوفنهايم وTSG Pfeddersheim ‏ وشفتسينغن 98 ‏ واينتراخت ترير 05 ‏.

## وصلات خارجية
- داني وينكلر على موقع قاعدة بيانات كرة القدم.إي يو (الإنجليزية)
- داني وينكلر على موقع بيانات كرة القدم. دي إي (الألمانية)
- داني وينكلر على موقع عالم كرة القدم.نت (الإنجليزية)